# Chelsea Bridge
Chelsea Bridge er en hængebro for biler og fodgængere over Themsen i London. Broen blev tegnet af G. Topham Forest og indviet i 1937. Den erstattede en  hængebro bygget af Thomas Page i 1851–1858 . Den var afgiftsbelagt til 1879.
På den nordlige flodbred ligger Pimlico i øst og Chelsea i nord og vest; Royal Chelsea Hospital ligger umiddelbart i nordvest.
På den sydlige bred er Nine Elms i øst og Battersea i vest. Battersea kraftstation ligger lige SØ for broen, mens Battersea Park er i SV.